# 3OH!3
3OH!3 (pronunciado three oh three) é uma dupla norte-americana de música eletrônica, crunkcore, electrorock, dance e pop  formada em Boulder, Colorado e que atua desde 2004. Formado por Sean Foreman e Nathaniel Motte, o nome da dupla refere-se ao código da área 303, onde localiza-se Boulder e Denver. Alguns acreditam que o nome tenha sido inspirado no sintetizador de música eletrônica conhecido como Roland TB-303. A marca da dupla é o sinal com a mão onde os polegares e indicadores tocam-se e formando um "O", com os outros dedos direccionados para cima formando assim "3O3".

## História
Sean Foreman nasceu em 27 de Agosto de 1985 e Nathaniel Motte em 13 de janeiro de 1984. Eles conheceram-se durante uma aula de física onde Sean acompanhava sua amiga na Universidade do Colorado.
Depois de fazer o primeiro show na Flórida pela Warped Tour 2007, 3OH!3 cantou em todos os estados dos EUA com a Warped Tour 2008 com exceção da Filadélfia. Sua música "Punkbitch" está no CD Warped Tour 2008 Tour Compilation. A banda se apresentou em festivais nacionais (EUA), como o Bamboozle Left.
3OH!3 abriu os shows de Katy Perry na Turnê pela Europa em Fevereiro de 2009. Também lançaram uma versão de Starstrukk com Katy Perry. A banda pretende começar uma turnê própria pelos EUA em 2009.
A banda fez uma performance em Panama City Beach, Florida para MtvU's Spring Break em Março de 2009. Irão começar de novo a Warped Tour em 2009.
3OH!3 lançou seu CD de estreia pela Photo Finish Records, Want, que foi lançado em 8 de Julho de 2008. Chegando ao posto #89 na Billboard 200.
A música "Don't Trust Me" tornou-se um grande hit nos EUA no início de 2009, chegando a #29 no Billboard Hot 100.
Atualmente, o single está em 7° lugar na Billboard.
Em 2008, "Don't Trust Me" foi apresentado em 2 episódios de The Hills, e tocado "Don't Trust Me" no Last Call with Carson Daly em 13 de Novembro. Tiveram também as canções "Starstrukk" e "Don't Trust Me" na série "The Vampire Diaries" exibida pelo canal americano CW.
Em 2010 lançaram a música, "Follow Me Down" (colaboração com Neon Hitch) para a trilha sonora "Almost Alice" do filme Alice no País das Maravilhas da Disney. E também adaptaram a música Double Vision para o jogo The Sims 3. A música "Don't Trust Me" foi a primeira música tocada na series premiere da série da ABC Family Pretty Little Liars.
Em 2011, participaram do retorno da série norte-americana do CW Hellcats, onde cantaram junto da cantora Kesha a música "My First Kiss", e em sequência ainda apresentaram "Double Vision" e "Streets of Gold".
Seu quarto álbum se chama Omens e foi lançado dia 18 de junho de 2013.
Em 2016, o duo retorna com o seu quinto álbum, intitulado NIGHT SPORTS, com 11 faixas, em destaque as faixas "Mad At You", "Hear Me Now" e "BASFM".
Para promover o mesmo, foi feito uma competição de remixes para a faixa "Mad At You" no site Wavo.me, houve controvérsias pois um dos remixes teve um trecho divulgado em todas as redes da dupla antes do resultado ser divulgado, o remix é do brasileiro Alphaloud, sendo o segundo mais votado, o vencedor (Wagner Koop) foi o primeiro mais votado, a competição tem seu escolhido a dedo pelo artista, a votação no site é um detalhe apenas a ser observado. Meses depois outro DJ brasileiro, FTampa, remixaria a faixa, tendo lançamento oficial nas redes sociais da dupla também.

## Discografia

### Álbuns de estúdio
| Título                                                                                        | Detalhe do álbum                                                                               | Posições em paradas músicais | Posições em paradas músicais | Posições em paradas músicais |
| Título                                                                                        | Detalhe do álbum                                                                               | EUA                          | ALE                          | UK                           |
| --------------------------------------------------------------------------------------------- | ---------------------------------------------------------------------------------------------- | ---------------------------- | ---------------------------- | ---------------------------- |
| Want                                                                                          | - Lançamento: 8 de julho de 2008 - Gravadora: Photo Finish - Formatos: CD, digital download    | 44                           | —                            | 77                           |
| Streets of Gold                                                                               | - Lançamento: 29 de junho de 2010 - Gravadora: Photo Finish - Formatos: CD, digital download   | 7                            | 99                           | 19                           |
| Omens                                                                                         | - Lançamento: 18 de junho de 2013 - Gravadora: Photo Finish - Formatos: CD, digital download   | 81                           | —                            | —                            |
| Night Sports                                                                                  | - Lançamento: 13 de maio de 2016 - Gravadora: Fueled by Ramen - Formatos: CD, digital download | 170                          | —                            | —                            |
| NEED                                                                                          | - Lançamento: 27 de agosto de 2021 - Gravadora: Photo Finish - Formatos: CD, digital download  | —                            | —                            | —                            |
| "—" indica que a gravação não foi incluída nas paradas ou não foi distribuída naquela região. |                                                                                                |                              |                              |                              |

## Singles

### Como artista principal
| Título                                                                                        | Ano  | Posições em paradas músicais | Posições em paradas músicais | Posições em paradas músicais | Posições em paradas músicais | Posições em paradas músicais | Posições em paradas músicais | Posições em paradas músicais | Posições em paradas músicais | Certificações                                                  | Álbum           |
| Título                                                                                        | Ano  | EUA                          | AUS                          | AUT                          | BEL                          | ALE                          | HOL                          | SUE                          | UK                           | Certificações                                                  | Álbum           |
| --------------------------------------------------------------------------------------------- | ---- | ---------------------------- | ---------------------------- | ---------------------------- | ---------------------------- | ---------------------------- | ---------------------------- | ---------------------------- | ---------------------------- | -------------------------------------------------------------- | --------------- |
| "Don't Trust Me"                                                                              | 2008 | 7                            | 3                            | —                            | 3                            | 95                           | —                            | —                            | 21                           | - RIAA: 3× Platina - ARIA: Platina - BPI: Prata - RMNZ: Ouro   | Want            |
| "Starstrukk" (featuring Katy Perry)                                                           | 2009 | 66                           | 4                            | 48                           | 21                           | —                            | 65                           | 55                           | 3                            | - RIAA: Platina - ARIA: 2× Platina - BPI: Platina - RMNZ: Ouro | Want            |
| "Still Around"                                                                                | 2009 | —                            | —                            | —                            | —                            | —                            | —                            | —                            | —                            |                                                                | Want            |
| "My First Kiss" (featuring Ke$ha)                                                             | 2010 | 9                            | 13                           | 28                           | 9                            | 37                           | —                            | —                            | 7                            | - RIAA: Gold - ARIA: Platinum - MC: Platina                    | Streets of Gold |
| "Double Vision"                                                                               | 2010 | 87                           | 42                           | —                            | —                            | —                            | —                            | —                            | —                            |                                                                | Streets of Gold |
| "Touchin' on My"                                                                              | 2011 | 49                           | —                            | —                            | —                            | —                            | —                            | —                            | —                            |                                                                | Streets of Gold |
| "You're Gonna Love This"                                                                      | 2012 | —                            | 32                           | —                            | —                            | —                            | —                            | —                            | —                            |                                                                | Omens           |
| "Youngblood"                                                                                  | 2012 | —                            | —                            | —                            | —                            | —                            | —                            | —                            | —                            |                                                                | Omens           |
| "Back to Life"                                                                                | 2013 | —                            | —                            | —                            | —                            | —                            | —                            | —                            | —                            |                                                                | Omens           |
| "My Dick"                                                                                     | 2015 | —                            | —                            | —                            | —                            | —                            | —                            | —                            | —                            |                                                                | Night Sports    |
| "Mad at You"                                                                                  | 2016 | —                            | —                            | —                            | —                            | —                            | —                            | —                            | —                            |                                                                | Night Sports    |
| "BASMF"                                                                                       | 2016 | —                            | —                            | —                            | —                            | —                            | —                            | —                            | —                            |                                                                | Night Sports    |
| "Hear Me Now"                                                                                 | 2016 | —                            | —                            | —                            | —                            | —                            | —                            | —                            | —                            |                                                                | Night Sports    |
| "Freak Your Mind"                                                                             | 2016 | —                            | —                            | —                            | —                            | —                            | —                            | —                            | —                            |                                                                | Night Sports    |
| "I'm So Sad"                                                                                  | 2021 | —                            | —                            | —                            | —                            | —                            | —                            | —                            | —                            |                                                                | NEED            |
| "—" indica que a gravação não foi incluída nas paradas ou não foi distribuída naquela região. |      |                              |                              |                              |                              |                              |                              |                              |                              |                                                                |                 |

### Como artista convidado
| Título                                                                                        | Ano  | Posições em paradas músicais | Posições em paradas músicais | Posições em paradas músicais | Posições em paradas músicais | Posições em paradas músicais | Posições em paradas músicais | Posições em paradas músicais | Posições em paradas músicais | Posições em paradas músicais | Certificações                                                 | Álbum            |
| Título                                                                                        | Ano  | EUA                          | AUS                          | AUT                          | BEL                          | ALE                          | HOL                          | SUE                          | SUI                          | UK                           | Certificações                                                 | Álbum            |
| --------------------------------------------------------------------------------------------- | ---- | ---------------------------- | ---------------------------- | ---------------------------- | ---------------------------- | ---------------------------- | ---------------------------- | ---------------------------- | ---------------------------- | ---------------------------- | ------------------------------------------------------------- | ---------------- |
| "Blah Blah Blah" (Ke$ha featuring 3OH!3)                                                      | 2010 | 7                            | 3                            | 21                           | 45                           | 11                           | 72                           | 38                           | 30                           | 11                           | - RIAA: Platina - ARIA: Platina - BPI: Prata - MC: 2× Platina | Animal           |
| "Hey" (Lil Jon featuring 3OH!3)                                                               | 2010 | 62                           | —                            | —                            | —                            | —                            | —                            | —                            | —                            | —                            |                                                               | Crunk Rock       |
| "Friday" (Remix) (Rebecca Black featuring 3OH!3, Big Freedia and Dorian Electra)              | 2021 | —                            | —                            | —                            | —                            | —                            | —                            | —                            | —                            | —                            |                                                               | Non-album single |
| "—" indica que a gravação não foi incluída nas paradas ou não foi distribuída naquela região. |      |                              |                              |                              |                              |                              |                              |                              |                              |                              |                                                               |                  |